# Anoniem surfen
Anoniem surfen is een manier om het internet te benaderen waarbij zo veel mogelijk persoonlijke gegevens, zoals een IP-adres, verborgen blijven voor derden. Dit gebeurt via een proxy die als tussenpersoon dient en die zelf data van het internet opvraagt om die dan naar de gebruiker door te sturen.

## Ontstaan
De eerste anonieme proxy Anonymizer.com kwam tot stand in 1997, aan de Universiteit van Californië-San Diego. In het teken van het Kosovo Privacy Project was het de bedoeling de mensen in de Kosovaarse oorlogszone de mogelijkheid te geven verslag uit te brengen zonder dat ze geïdentificeerd zouden worden en gestraft.

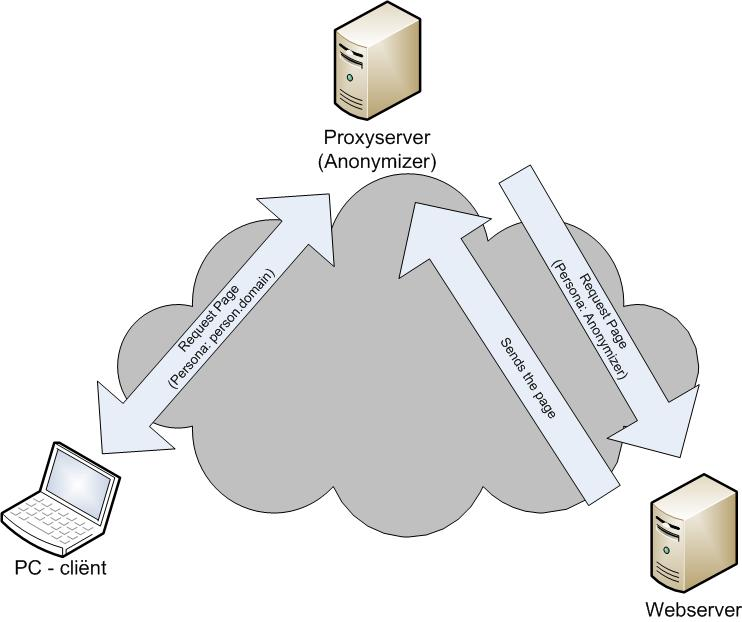
Werking anoniem surfen zonder daisy-chaining.

## Werking en doel
Wanneer een gebruiker een internetpagina opvraagt, heeft die website heel wat persoonlijke gegevens tot zijn beschikking. Zo wordt altijd het IP-adres meegestuurd, maar ook de browser, besturingssysteem, ISP en zelfs de locatie kunnen tot op zekere hoogte achterhaald worden.
Door anoniem te surfen, krijgt de server van de website enkel de gegevens van de anonieme proxy, omdat al het verkeer via de proxy loopt. Tevens wordt bij bepaalde diensten ook de verbinding versleuteld waardoor de verstuurde informatie binnen het netwerk ook nog een extra beveiliging wordt toegekend. Dit maakt het mogelijk bijvoorbeeld websites op te roepen die geblokkeerd zijn door de eigen firewall of informatie van buitenaf te halen binnenin een repressief regime. Sommige proxy's kunnen ook cookies blokkeren.
Anderzijds worden anonieme proxy's ook gebruikt voor criminele doeleinden. Zo wordt kinderporno vaak geraadpleegd via dergelijke proxy's.

## Risico's en nadelen
Hoewel anonieme proxy's beweren geen vertrouwelijke data bij te houden, is dit niet altijd het geval. Zo is het goed mogelijk dat een proxy logs bijhoudt van inkomende en uitgaande verbindingen die de IP-adressen bevatten. Zo'n proxyserver kan dan door de autoriteiten van het land waar de server zich bevindt, verplicht worden die logs vrij te geven. Het is echter mogelijk aan daisy-chaining te doen en dus meerdere anonieme proxy's na elkaar te gebruiken, hetgeen het opzoekwerk naar het werkelijke IP-adres erg bemoeilijkt.
Een ander gevaar waaraan men aandacht moet schenken, is dat niet elke anonieme proxy te vertrouwen is. Omdat een anonieme proxy gebruikt wordt, worden de data daar onversleuteld naartoe gestuurd. Dit geeft de administrator van de proxyserver vrij spel in het achterhalen van gebruikersnamen, wachtwoorden en bankgegevens.
Er zijn ook nadelen gekoppeld aan anoniem surfen die niet gerelateerd zijn aan veiligheid. Omdat de proxyserver zowel inkomende als uitgaande data moet verwerken, ligt de snelheid van het surfen vaak lager dan wanneer het niet-anoniem zou gebeuren. Dit heeft zeker een effect wanneer de server zowel een betalende als gratis dienst aanbiedt. In zo’n geval worden namelijk eerst de betalende gebruikers bediend. Daarnaast is het goed mogelijk dat een internetpagina niet correct of met foutmeldingen wordt weergegeven, gezien de proxyserver probeert verdachte onderdelen te verwijderen.

## Enkele voorbeelden

### Tor-project
Het Tor-project is een specifiek voorbeeld van een manier waarop het daisy-chainen bij proxyservers gebeurt. Het is een open netwerk en bestaat uit virtuele tunnels die zelfs door de U.S. Navy gebruikt worden.
Het idee achter het Tor-netwerk is vrij simpel en omvat het distribueren van overdrachten over een willekeurig pad van verschillende plekken op het internet, zodat het praktisch onmogelijk wordt om te achterhalen waar het verkeer vandaan komt of naartoe gaat. Om zo'n pad uit te stippelen, maakt de cliënt verbinding met een directoryserver die dan een lijst van knooppunten aangeeft.
Tor is een onion routing systeem, wat inhoudt dat het verkeer uit verschillende lagen bestaat. Dit uit zich in de encryptie van de data. Zo haalt elk knooppunt in het pad telkens een laag van de encryptie af en weet die enkel van welk knooppunt het bestand komt en naar welk knooppunt het moet. Op die manier kent geen enkel knooppunt het volledige pad. Om efficiëntieredenen wordt dit pad een tiental minuten behouden, waarna het uit veiligheidsredenen opnieuw willekeurig wordt opgebouwd.
Een groot aandachtspunt is dat er op het laatste knooppunt echter geen encryptie meer is. Wanneer iemand in het Tor-netwerk dus kwade bedoelingen heeft en het laatste knooppunt in een verbinding is, kan die alle data achterhalen. Dit is nog niet zo lang geleden gebeurd waardoor honderden gegevens zoals loginnamen en passwoorden van ministeries en ambassades uitgelekt waren. De bedoeling van het Tor-project is dan ook om te anonimiseren, niet om te beveiligen.

### I2P
I2P is vergelijkbaar met Tor, maar heeft geen enkel gecentraliseerd punt en is dus volledig gedistribueerd. Hierdoor is er ook geen plek waar data opgeëist kunnen worden, zoals bij proxyservers. De gebruikers hebben daarnaast zelf de mogelijkheid om een middenweg tussen anonimiteit, betrouwbaarheid en snelheid te kiezen. I2P wordt over het algemeen vaker gebruikt voor peer-to-peer-toepassingen.
Net zoals bij Tor werkt I2P met knooppunten, die bestaan uit routers. Die maken hier echter geen tweerichtingspaden, want I2P heeft zowel een aparte inkomende tunnel als een uitgaande. Die tunnels blijven echter wel langer bestaan en worden aangemaakt door de routers, die via conventionele protocollen zoals TCP en UDP de links leggen. De data die door die verschillende knooppunten gaan, worden met elkaar vermengd en versleuteld. Een voordeel van I2P over Tor is dat de data tot en met de eindpersoon versleuteld zijn. Daarnaast maakt het gesplitste tweerichtingsverkeer het een stuk moeilijker om iemands identiteit te achterhalen.

### Freenet
Freenet is een computerprogramma waarmee je, na installatie, anoniem bestanden kan delen en surfen zonder enige vorm van censuur. Het is eigenlijk een parallelle internetomgeving waarin je geen echte websites gaat opvragen, maar ‘freesites’ – websites die door de gebruikers van Freenet online zijn geplaatst. Je bent verbonden met dit netwerk. Niet via een systeem dat alle verbindingen centraal beheert zoals bij meerdere peer-to-peer-applicaties maar via mensen die je vertrouwt, via vrienden. Die vrienden zijn op hun beurt ook weer met andere vrienden verbonden met dit netwerk. Dit zorgt ervoor dat het een netwerk is waarin iedereen de verbonden vrienden moet vertrouwen. Die verbindingen zijn wel steeds versleuteld en gaan door verschillende nodes, wat het erg moeilijk maakt om te achterhalen vanwaar een bestand komt of waar het naartoe gaat.
De filosofie achter het Freenetsysteem is dat ieder een deeltje van zijn opslag en bandbreedte aanbiedt en dat gaat delen. De bestanden die op iemands computer staan, kan de persoon in kwestie niet lezen, die zijn namelijk versleuteld en alleen via het netwerk te openen. Zo kan het dus voorkomen dat je eigenlijk kinderporno of bestanden met illegale inhoud op het Freenet host. Dat zijn enkele van de risico’s waarmee je rekening dient te houden wanneer je met anonimiteitsprojecten bezig bent.

### Remailer
Net zoals bij het surfen wordt ook bij het versturen van een e-mail erg veel informatie over je identiteit in de header gestopt. Een anonieme remailer kan al deze data wissen uit de header en hem daarna verder sturen en fungeert dus als tussenstation, net zoals een proxyserver bij het anonieme surfen. Sommige systemen gaan hierin zelfs zo ver om je daadwerkelijk een anoniem adres aan te bieden en de daarop ontvangen post door te sturen naar je echte e-mailadres, zodat je constant anoniem kan werken.
Een eerste type van zulk een remailer is de Cypherpunk. Hierbij is het de bedoeling dat je een reeks remailers aanstelt om aan daisy-chaining te doen. De e-mail is met verschillende lagen versleuteld, waarvan elke remailer er een kan afhalen, om te kijken wat het volgende adres is. Dit maakt het erg moeilijk om te achterhalen van waar de boodschap juist komt.
Een tweede type is de Mixmaster. Deze gaat zo ver in het leveren van anonimiteit, dat hij ervan uitgaat dat het netwerk constant gemonitord wordt. Om verdachte patronen tegen te gaan, gaat hij eerder onverwachts te werk. In plaats van elke ontvangen boodschap meteen door te sturen, wordt er een variabele tijd gewacht. Hierna worden alle ontvangen e-mails gebundeld en in een keer verder verzonden.

## Privé browsen in een webbrowser
Anoniem surfen wordt in Google Chrome, Internet Explorer 8, Microsoft Edge, Opera en de laatste Firefox-versie ook schijnbaar gepromoot door tijdens het surfen over te schakelen naar ‘verborgen’ status waarbij er geen bestanden in je geschiedenis of tijdelijke map worden aangemaakt. De opgeslagen favorieten en gedownloade bestanden blijven echter wel bestaan nadat u de browser sluit.
Deze vorm van privaat surfen heeft de namen “Incognito’ (Chrome), “InPrivate” (Internet Explorer en Microsoft Edge) en “Privénavigatie” (Firefox) op de markt gezet door ze te promoten als de ideale middelen om surfgedrag te verbergen voor degenen die na u dezelfde computer gebruiken. Echter wordt de laatste tijd door cynici deze methode vergeleken met een techniek die een soort “porno-mode” verschaft.
Echter moet privaat surfen niet in dezelfde categorie gestopt worden als anoniem surfen aangezien deze niet voorkomt dat uw ISP of andere instellingen achter uw surfgedrag komen. Anderzijds beschermt dit evenmin uw gegevens wanneer u een site bezoekt waardoor kan besloten worden dat zaken zoals Incognito, InPrivate en Privénavigatie uw privacy kunnen garanderen op de lokale computer maar niet tegenover andere gebruikers op het World Wide Web.